# Aregelia

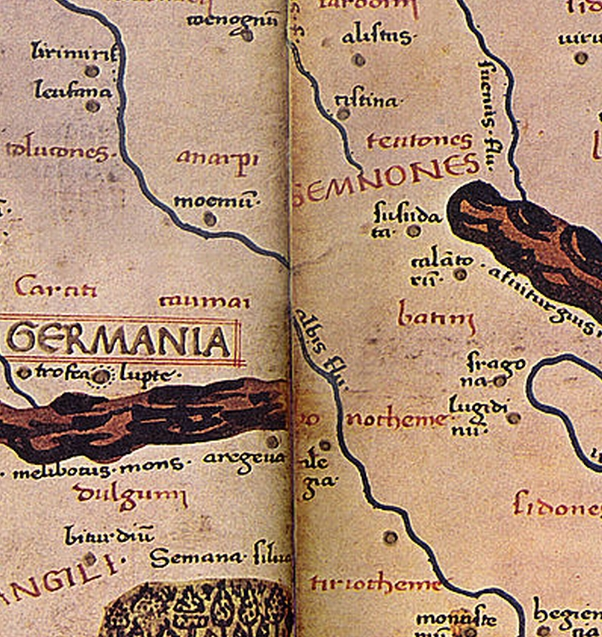
Lage von Aregelia im Atlas des Ptolemäus

Aregelia, auch Areletia; (altgriechisch Ἀρελετία) ist ein Ortsname, der in der Geographia des Claudius Ptolemaios als einer der im Innern Germaniens nördlicher liegenden Orte (πόλεις) mit 36° 30ˈ Länge (ptolemäische Längengrade) und 52° 20ˈ Breite angegeben wird. Aregelia liegt damit nach Ptolemaios zwischen Mersouion und Kalaigia. Wegen des Alters der Quelle kann eine Existenz des Ortes um ± 150 nach Christus angenommen werden.
Bislang konnte der Ort nicht genauer lokalisiert werden. Ein interdisziplinäres Forscherteam um Andreas Kleineberg, das die Angaben von Ptolemaios neu untersuchte, lokalisiert Aregelia anhand der entzerrten ptolemäischen Koordinaten im Gebiet des heutigen Leipzig.